# 合田隆史
合田 隆史（ごうだ たかふみ、1954年7月14日 - ）は、前尚絅学院大学学長。日本生涯教育学会第20期会長。文部科学省に所属していた元国家公務員。生涯学習政策局長を最後に2013年7月同省を退官。

## 学歴
- 1973年3月　大阪府立天王寺高等学校卒業
- 1978年3月　東京大学法学部卒業
- 1982年12月　MPA（行政学修士），The University of Michigan, Ann Arbor

## 職歴
- 1978年4月　文部省入省（大臣官房総務課）[1]
- 1981年6月　文部省大臣官房人事課[1]
- 1985年7月　徳島県教育委員会管理課長
- 1992年4月　文部省教育助成局視学官（ニューヨーク国際交流ディレクター）
- 1995年10月 埼玉大学　政策科学研究科講師（併任）（～1999年9月）
- 1997年4月　文化庁文化財保護部記念物課長
- 1998年4月　文部省学術国際局研究機関課長
- 1999年7月　文部省高等教育局大学課長
- 2001年4月　桜美林大学　国際学研究科講師（非常勤）（～2003年3月）
- 2003年1月　文部省高等教育局企画課長
- 2004年7月　文部科学省大臣官房会計課長
- 2006年7月　文部科学省大臣官房審議官（初等中等教育局担当）
- 2007年7月　文部科学省大臣官房総括審議官
- 2009年7月　文化庁次長
- 2010年7月　文部科学省科学技術・学術政策局長
- 2012年1月　文部科学省生涯学習政策局長
- 2013年7月　同省　退官
- 2013年6月　国立教育政策研究所フェロー
- 2014年4月　尚絅学院大学学長
- 2018年　　横浜国立大学経営協議会委員
- 2018年12月　日本生涯教育学会第20期会長
- 2022年3月 尚絅学院大学学長任期満了[2]

## 人物
- キリスト教徒であることなどから、尚絅学院大学学長に選任された[3]。